# テラー (モニター)
|           | |
| 艦歴      | |
| 発注:     | |
| 起工:     | 1915年10月26日 |
| 進水:     | 1916年5月18日 |
| 就役:     | 1916年8月6日 |
| 退役:     | |
| その後:   | 1941年2月24日に戦没                                                                                                   |
| 除籍:     | |
| 性能諸元  | |
| 排水量:   | 7,200トン |
| 全長:     | 405 ft (123.4 m) |
| 全幅:     | 88 ft (26.8 m) |
| 吃水:     | 11 ft 8 in (3.6 m) |
| 機関:     | バブコック・アンド・ウィルコックス式重油専焼水管缶4基+三段膨張式二気筒レシプロ機関2基2軸推進                          |
| 最大出力: | 6,000hp |
| 最大速力: | 12ノット (22 km/h) |
| 乗員:     | 315名 |
| 兵装:     | Mark I 38.1cm(42口径)連装砲1基2門 10.2cm(45口径)砲単装速射砲8基8門 7.62cm(45口径)単装高角砲2基2門 ヴィッカーズ機銃8基 |

テラー (HMS Terror, I03) は、イギリス海軍が第一次世界大戦と第二次世界大戦で運用したモニター。エレバス級の2番艦。「HMS Terror」の艦名は、イギリス海軍で何代も踏襲されてきた。海軍休日時代、シンガポールに配備されていた。1941年2月24日、北アフリカ戦線でJu87 スツーカの空襲により沈没した。

## 艦歴

### 建造経緯
フィッシャー第一海軍卿の指導により、イギリス海軍は42口径15インチ（38.1センチ）砲を搭載したモニター艦を建造し、マーシャル・ネイ級モニター2隻が完成した。ところが2隻ともディーゼルエンジンに問題を抱えており、イギリス海軍は幾度か建艦計画を変更したあと、最終的に新しいモニターを2隻建造して15インチ連装砲塔を積み替えることにした。この新造艦2隻が、「エレバス」と「テラー」である。
「テラー」は、ハーランド・アンド・ウルフ社のベルファスト造船所で建造された。1915年10月26日起工。1916年5月18日進水。予定どおり「マーシャル・ネイ」から撤去された15インチ連装砲塔が搭載された。1916年8月6日、竣工した。

### 第一次世界大戦
第一次世界大戦中、15インチ砲モニター3隻（エレバス、テラー、マーシャル・ソウルト）はベルギー方面に配備された。そしてドイツ占領下のベルギー、オステンドやゼーブルッヘのドイツ帝国軍に対して攻撃を行った。1917年10月18日、ダンケルク沖合でドイツ帝国海軍のA級水雷艇3隻（A59、A60、A61）に襲撃され、魚雷3本が命中した。浅瀬に座礁して沈没を防ぎ、サルベージされたのち、曳航されてポーツマスに移動し修理を行った。1918年1月には戦線に復帰した。

### 戦間期
第一次世界大戦が終結すると、イギリス海軍は戦時急造艦の整理をおこない、多くのモニターが売却されて解体の運命を辿った。在籍したモニターも、武装を撤去して雑務船やハルクに転用された。エレバス級モニター2隻は、現役艦としてのこった。
1921年、イギリスが戦利艦として保有していたドイツ戦艦「バーデン」が、標的艦となった。「テラー」は射撃艦として砲撃試験に参加し、貴重なデータを収集した。
第一次世界大戦後のイギリス海軍は大日本帝国を仮想敵国とし、イギリス領マラヤのシンガポールを中核とした戦略を立案した。シンガポール要塞の建設が一段落するまで、「テラー」はシンガポール海軍基地に派遣される。1933年、「テラー」はシンガポールに派遣された。1934年1月、僚艦と共に入港する。
海防戦艦と報道されたこともある。
1937年4月11日から13日にかけて、イギリス国王ジョージ6世の戴冠記念観艦式に参列する日本海軍の重巡「足柄」が、シンガポールに立ち寄った。イギリス海軍は空母「イーグル」を接伴艦にして出迎えたが、同港の海軍基地には「テラー」も停泊していた。
1938年2月中旬にシンガポールの軍港開港式が施行されたときも、モニター艦（テラー）1隻が配備されていた。

### 第二次世界大戦
1939年9月の第二次世界大戦勃発時、「テラー」はシンガポールで改装中であり、イギリス本国に呼び戻されることになった。1940年1月29日にシンガポールを離れ、3月11日にアレクサンドリアに、そして4月4日に英領マルタに到着した。その頃には地中海の雲行きが怪しくなっており、マルタ防衛用として同地に配備された。1940年6月10日、イタリア王国が枢軸陣営として第二次世界大戦に参戦する。マルタ島の「テラー」は、イタリア王立空軍 (Regia Aeronautica) のマルタ空襲に対して対空戦闘を行った。11月にはクレタ島スダ湾に移った。
北アフリカ戦線では連合国軍が反転攻勢の準備を進めており、「テラー」とインセクト級砲艦がイギリス陸軍の支援に投入された。12月9日のコンパス作戦では、「テラー」を含むモニターがシディ・バラニのイタリア軍に艦砲射撃を実施し、イギリス軍の進攻を支援した。また前線への水の輸送も行った。
1941年1月3日、バルディア攻防戦に、地中海艦隊の主力艦と共に投入された。
バルディア占領後も英連邦軍の攻勢は止まらず、トブルクの攻略に成功した。「テラー」はトブルク港に配備され、防御を固める。
折しも2月中旬にはエルヴィン・ロンメル将軍とドイツアフリカ軍団がリビアのトリポリに到着した（ゾネンブルーメ作戦）。既にドイツ空軍 (Luftwaffe) の第10航空兵団が地中海戦線に登場し、Ju 87 スツーカが活躍していた。ロンメル軍団の反撃作戦を成功させるため、第1急降下爆撃航空団と第2急降下爆撃航空団がキレナイカに点在するイギリス軍港湾施設を攻撃する。
1941年2月17日、「テラー」はベンガジ守備のため駆逐艦「スチュアート」、「ヴァンパイア」に護衛されて、トブルクからベンガジに到着した。2月22日、ベンガジ港でJu 87による急降下爆撃を受けて損傷。「テラー」はコルベット「サルヴィア」、掃海艇「フェアハム」と共にトブルクへ向かったが、出航時に至近で機雷が爆発しさらに被害を受けた。2月23日、トブルクへ向かう途中の「テラー」をスツーカ部隊が襲う。「テラー」は至近弾による浸水で航行不能となり、2月24日にデルナ北西沖で沈没した。